# 尼泊爾宗教
尼泊爾宗教 (2021)

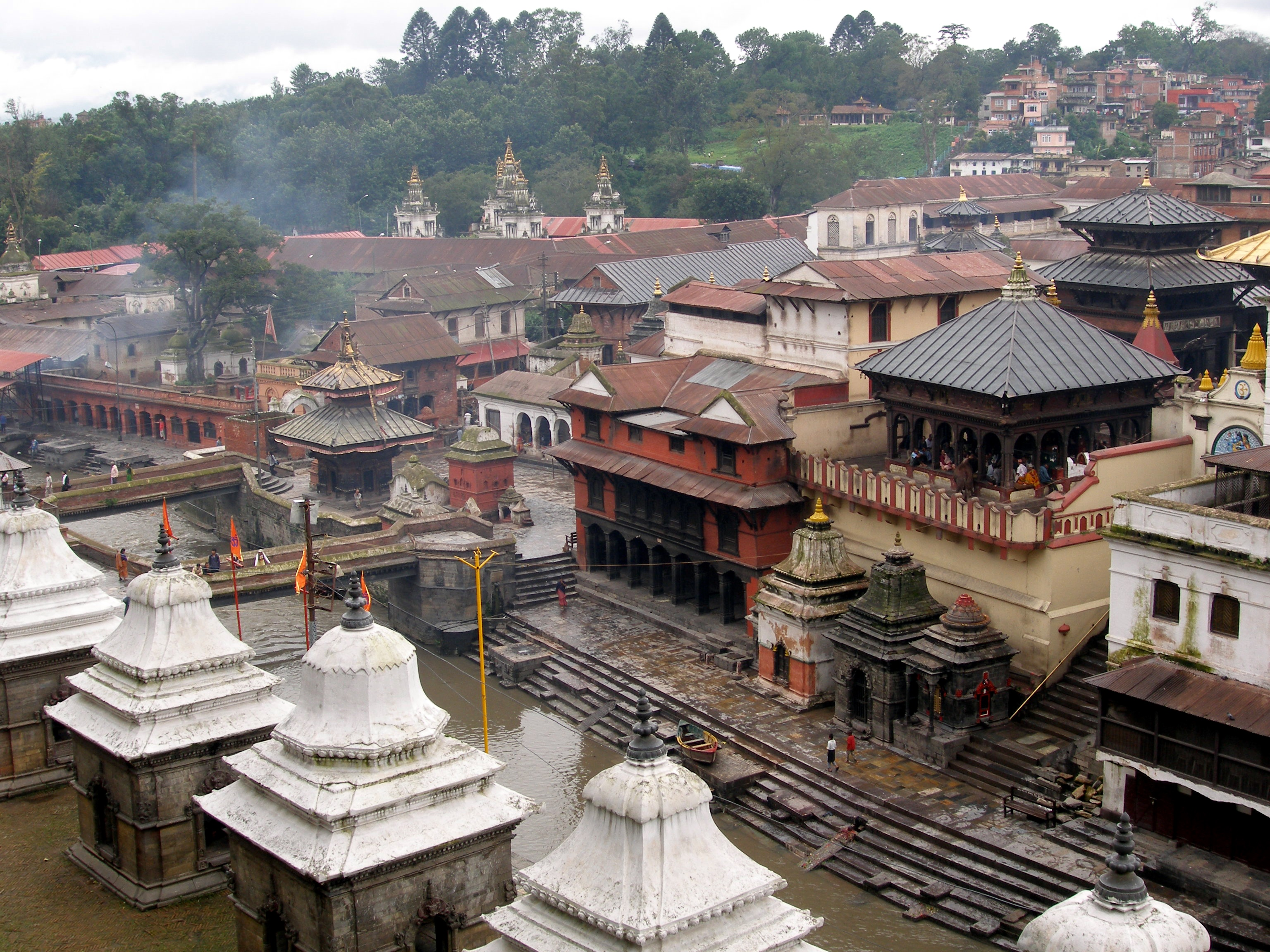
帕舒帕蒂納特廟

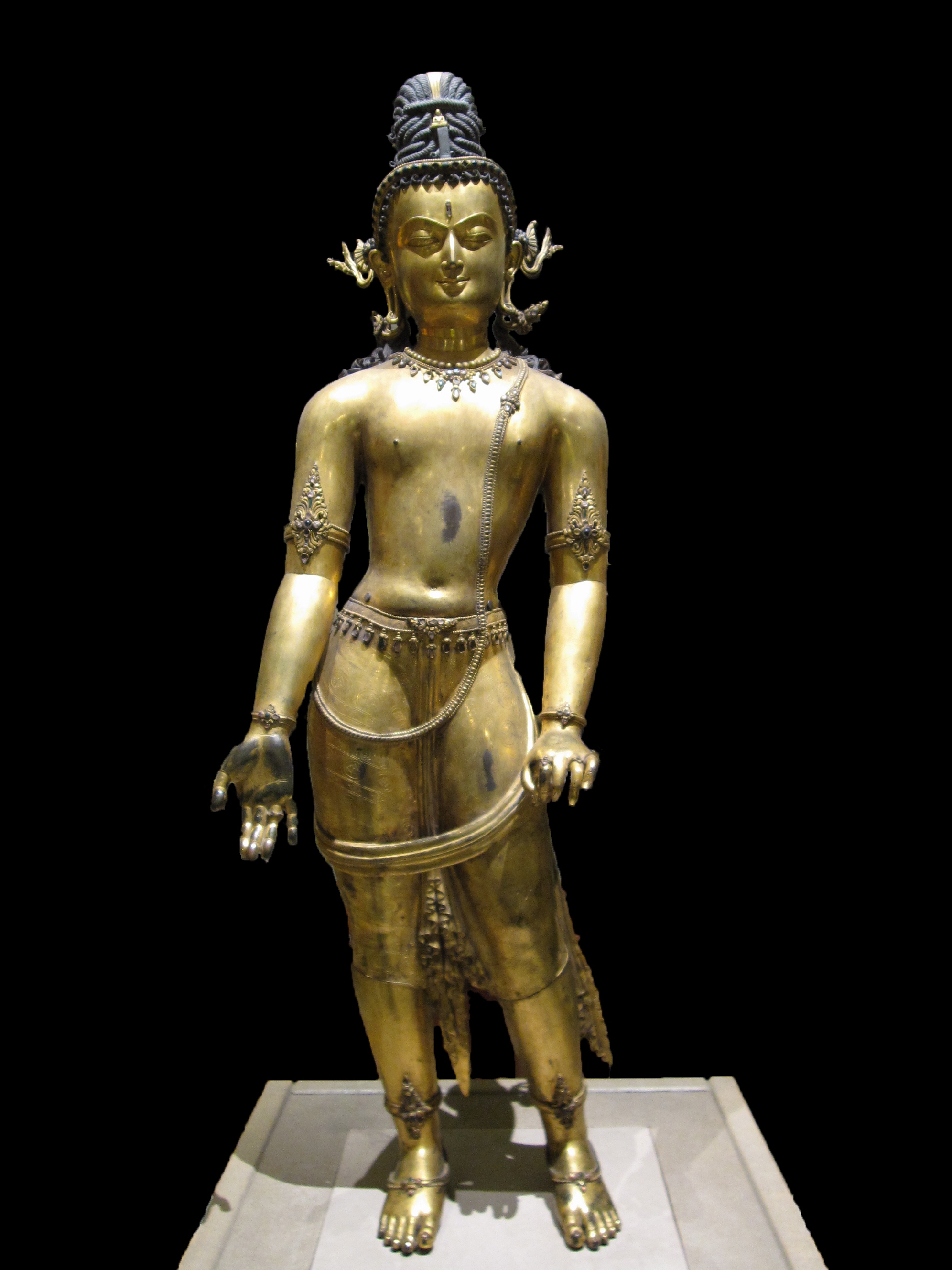
16世紀的觀世音菩薩佛像

尼泊爾是一個多元文化，多民族，多語言，多宗教信仰的國家。尼泊爾自古以來就存在著各種宗教，根據尼泊爾憲法，尼泊爾是一個世俗國家。尼泊爾憲法保障平等對待所有宗教。在2006年初民主運動和2008年國王賈南德拉被罷黜之前，尼泊爾都是印度教王國。印度教深刻地影響尼泊爾社會結構，而佛教（藏傳佛教）也受到印度教影響，並由一些民族（如內瓦爾人）所信奉的。克拉底人信奉了尼泊爾部落的原始信仰Kirat Mundhum。伊斯蘭教、基督宗教、錫克教和耆那教也有信徒。

## 人口統計和分佈

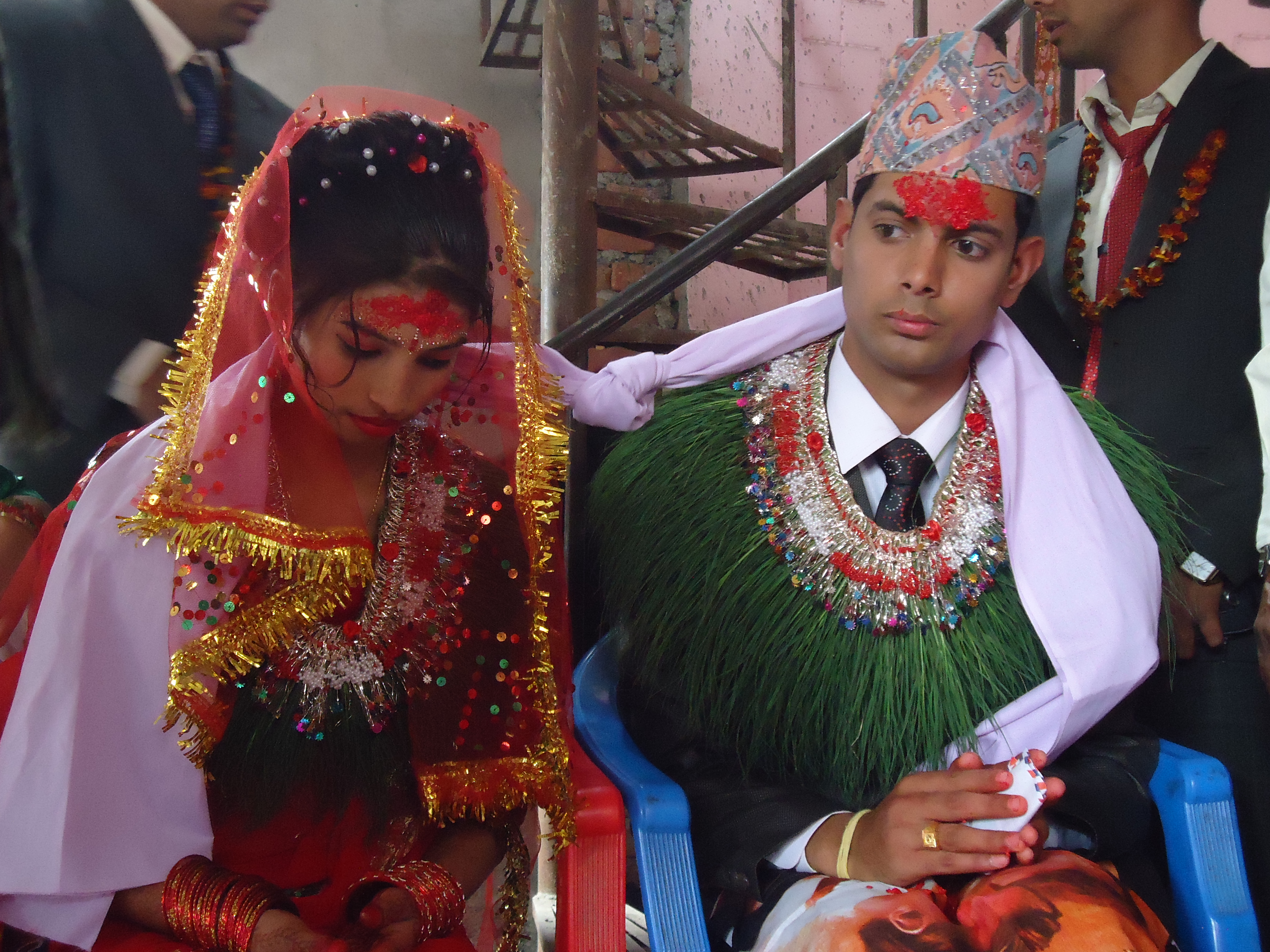
尼泊爾的新娘和新郎

根據2011年人口普查，尼泊爾人口中有81.3％是印度教徒，9.0％是佛教徒，4.4％是穆斯林，3.0％信奉Kirat Mundhum（土著原始信仰），1.4％是基督徒，0.2％是錫克教徒，0.1％是耆那教徒，0.6％信奉其他宗教或沒有宗教信仰。
根據2001年的人口普查，尼泊爾有80.62％是印度教徒，10.74％是佛教徒，4.2％是穆斯林，3.60％是Kirat Mundhum（土著原始信仰），0.45％是基督徒，0.4％為其它宗教。在1971年，印度教徒佔總人口的89.4％，佛教徒佔7.5％，Kirat Mundhum（土著原始信仰）佔0％。但是，宗教團體的統計數字由於雙重信仰習俗的普遍存在而復雜化，特別是在印度教徒和佛教徒中。

1990年代初期宗教的地理分佈情況顯示，印度教徒佔絕對優勢，佔全國各地區人口的87％以上。在尼泊爾東部丘陵，加德滿都谷地和德賴平原有大量的佛教徒集中；在尼泊爾每個地區中約有百分之十是佛教徒。佛教在內瓦爾人和尼泊爾種姓制度中非常普遍。2015年通過了新的憲法，授予尼泊爾所有宗教的平等權利(在90年代前的尼泊爾人民不能隨便改信其他宗教，尼泊爾統治者通過法律，將從印度教皈依伊斯蘭教和基督教定為非法，並將其定為刑事犯罪。這些法律甚至在1951年革命后仍然得到執行，並在1963年的法典中得到重申，該法典禁止宣揚基督教或伊斯蘭教，並規定對試圖改變人民信仰的人判處三年監禁，對成功改變他人信仰的人判處六年徒刑。對於那些“試圖”皈依的人，將被罰款一百盧比，對於那些實際皈依（即受洗）的人，將被判處一年監禁。該法典規定，“當某人皈依時，皈依無效，他仍然在印度教法系[宗教]中”)。
尼泊爾2015年通過的《刑法》第158條規定，任何人都無權使別人改信其他宗教。尼泊爾也在2017年通過了更嚴格的反皈依法。

## 尼泊爾文化中的印度教

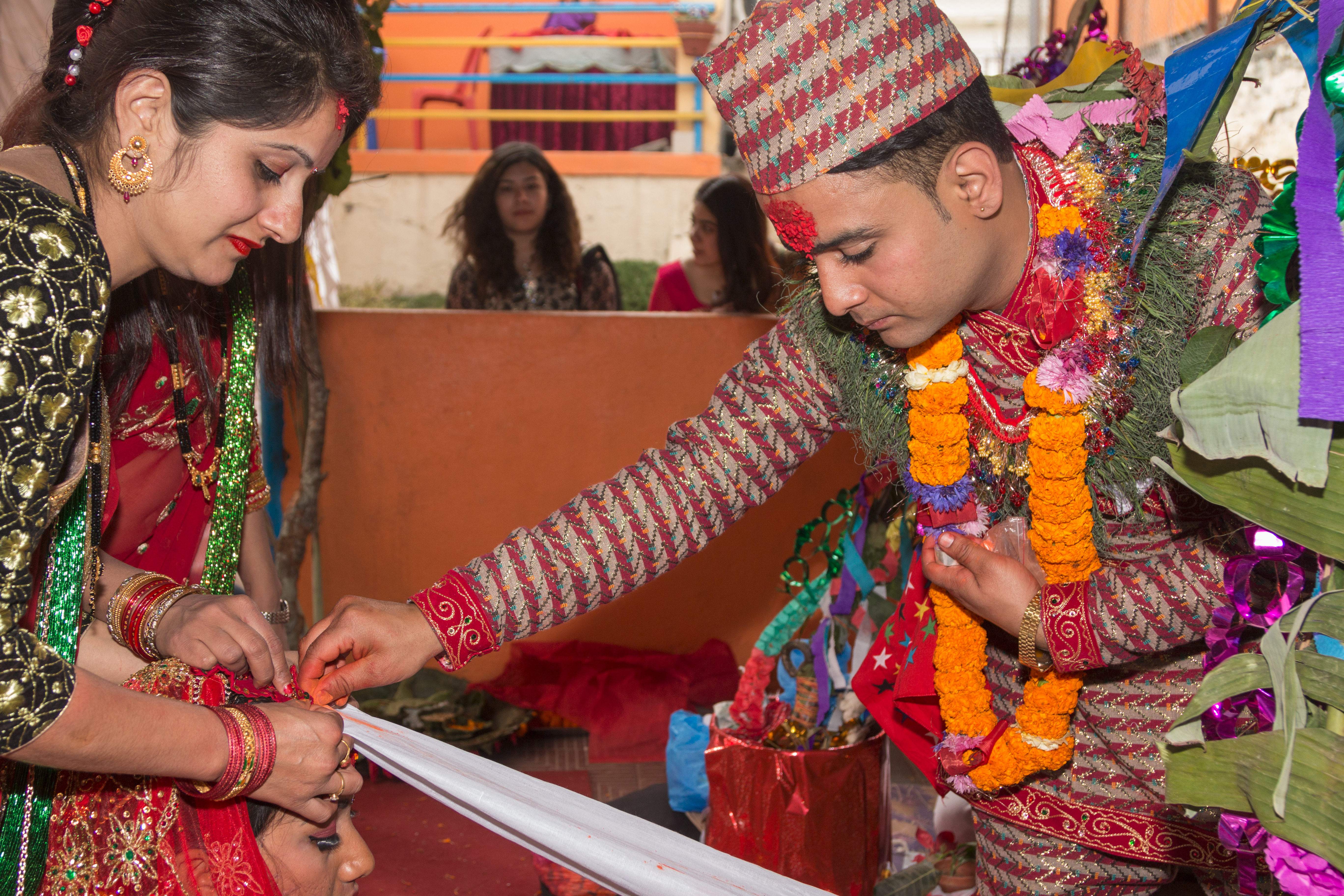
尼泊爾印度教婚禮儀式，新郎把Sindoor（朱砂粉）點在新娘的頭上

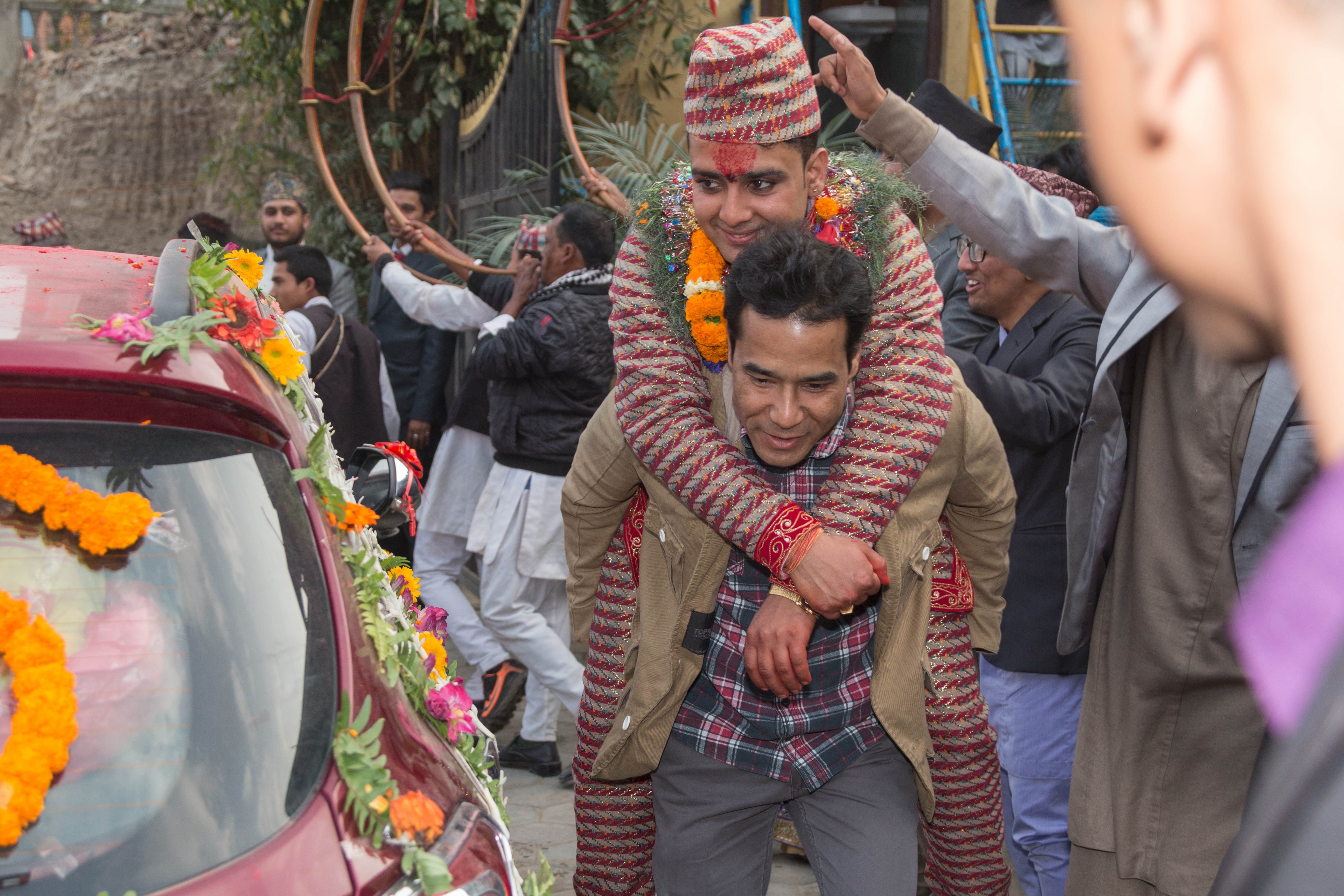
尼泊爾印度教婚禮的遊行

尼泊爾印度教神話認為，梵天、毘濕奴和濕婆已經以鹿的形式來到尼泊爾。

### 尼泊爾國旗
尼泊爾印度教傳說毗濕奴團結了尼泊爾人民，並給他們一面旗幟，以太陽和月亮作為象徵。

## 参見
- 尼泊爾印度教
- 尼泊爾伊斯蘭教
  - 尼泊爾穆斯林（英语：Nepali Muslims）
- 尼泊爾佛教
- 尼泊爾基督教（英语：Christianity in Nepal）
  - 尼泊爾天主教
- 尼泊爾猶太教（英语：Judaism in Nepal）
- 尼泊爾耆那教（英语：Jainism in Nepal）